# Edgardo Franzosini
Edgardo Franzosini, est un écrivain italien et traducteur né le 14 août 1952 à Rovagnate, en Lombardie.

## Biographie
En 1989, Edgardo Franzosini publia Il mangiatore di carta, où l'histoire tourne autour de deux personnages : Ernst Johann von Biron (ou Biren) duc de Courlande et Honoré de Balzac qui, dans les dernières pages d'Illusions perdues, parle du duc.
En 1995, il publia Raymond Isidore e la sua cattedrale (Monsieur Picassiette: Raymond Isidore et sa cathédrale, trad. de l'italien de Philippe Di Meo). Le livre est consacré à Raymond Isidore et à sa Maison Picassiette, mais est aussi un hommage à Marcel Schwob, l'auteur des Vies Imaginaires. Raymond Isidore e la sua cattedrale gagne le prix Inedito-Maria Bellonci, et le prix Procida-Elsa Morante.
En 1998, Edgardo Franzosini publia Bela Lugosi qui remporte le prix Filmcritica-Umberto Barbaro.

### Romans
- Il mangiatore di carta (Milan, SugarCo) 1989
- Raymond Isidore e la sua cattedrale (Milan, Adelphi) 1995
- Bela Lugosi (Milan, Adelphi) 1998
- Sotto il nome del Cardinale (Milan, Adelphi) 2013
- Sul Monte Verità (Milan, Il Saggiatore) 2014. Nouvelle édition (Milan, Il Saggiatore) 2021
- Questa vita tuttavia mi pesa molto (Milan, Adelphi) 2015
- Il mangiatore di carta. Nouvelle édition (Palerme, Sellerio) 2017
- Rimbaud e la vedova (Milan, Skira) 2018

### Contes
- Sopra la caviglia di Jules Verne in Panta n° 7 1992
- Grande trampoliere smarrito in Watt n° 0,5 2012

### En français
- Monsieur Picassiette : Raymond Isidore et sa cathédrale, trad. de Philippe Di Meo (Paris, JC Lattès) 1998. Nouvelle edition (Genève, éditions La Baconnière) 2021
- Bela Lugosi. Biographie d'une métamorphose, trad. de Thierry Gillybœuf (Genève, éditions La Baconnière) 2019
- Rimbaud et la Veuve, trad. de Philippe Di Meo (Genève, éditions La Baconnière) 2023

### Traductions
- Joseph Périgot  Le bruit du fleuve  : Il rumore del fiume (Milan, Mondadori) 1994
- Georges Simenon  La veuve Couderc  : La vedova Couderc (Milan, Adelphi) 1993